# Аутан
Аутан је врста ветра који дува у јужном делу Француске. Настаје у подгорју планине Монтањ Ноар, креће се према града Тулузу и наставља долину реке Гароне ка северозападу. Веома је јак и плаховит. Постоје и два типа: један је кишни, а други доноси ведро време.